# Dino Spadetto
Dino Spadetto (Caerano di San Marco, 25 gennaio 1950) è un ex calciatore italiano, di ruolo attaccante.

## Carriera
Cresciuto nel Montebelluna, Spadetto approda nell'Inter dove debutta all'età di 18 anni, andando a rete nella partita d'esordio (Inter-Cagliari 4-0 del 27 ottobre 1968) senza però trovare molto spazio successivamente in prima squadra. Nei tre anni in maglia nerazzurra riesce a collezionare 5 presenze con 2 reti all'attivo. Viene poi convocato nella Nazionale Under-21 dove verrà schierato per 3 volte segnando un gol.
Dall'Inter passa al Bari, sempre in Serie A e successivamente alla Sampdoria dove si ferma per tre stagioni.
Il prosieguo della sua parabola agonistica lo vede scendere progressivamente di categoria, trasferendosi successivamente a Parma in Serie B, a Venezia in Serie C e quindi in Serie D al Terranova dove ottiene la promozione in Serie C2 nella stagione 1978-1979. Conclude la carriera nell'Acireale (due stagioni).
In carriera ha totalizzato complessivamente 46 presenze e 9 reti in Serie A e 15 presenze in Serie B.